# Jasak

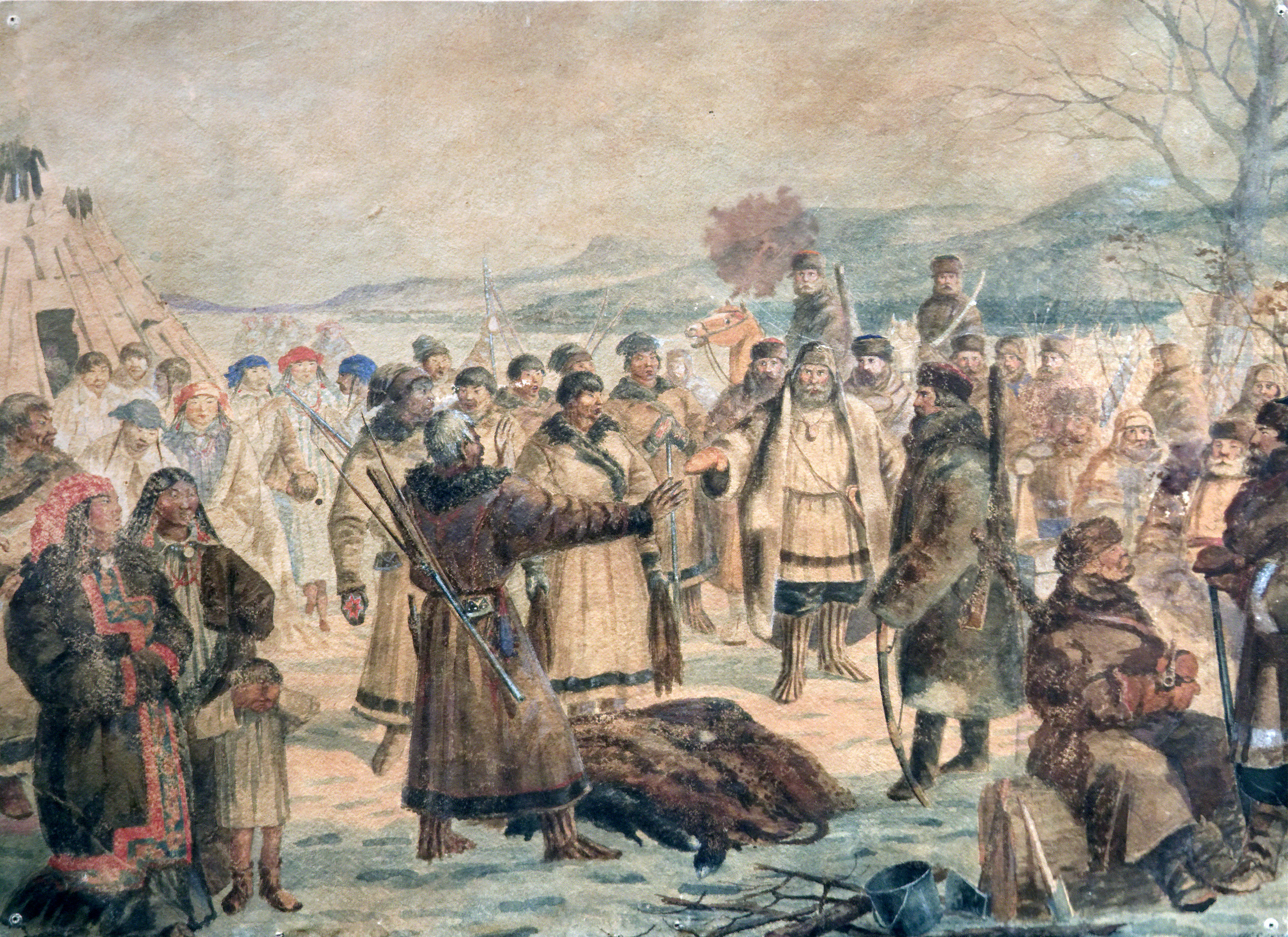
Jasak

Jasak (Russisch: Ясак) is een woord dat uit de Turkse en Mongoolse talen stamt (zie Yasak) en waarmee de belasting wordt aangeduid, vaak in natura, door inheemse Siberische volken aan onder andere de Russen ten tijde van het Russische Rijk. De belasting bestond meestal uit bont en zachte stoffen.

## Systeem
Het woord jasak werd overgenomen in de Russische taal toen men bezig was met de kolonisatie van Siberië. De zuidelijke Siberische volken betaalden daarvoor al jasak aan de Oirat-Mongolen (later Kalmukken) en Kazachen (toen Kirgiezen genoemd). De huiden die werden gebruikt voor de jasak waren vaak van sabelmarters, vossen, bevers, marters en andere wilde dieren. Soms werden zelfs de huiden van vee gebruikt. Deze huiden vormden een belangrijke bron van inkomsten voor het Russische Rijk en de huiden werden een belangrijk exportartikel voor het Rijk. Eerst gingen de huiden naar de Siberische prikaz, maar vanaf 1763 direct naar de tsaren in Moskou. 

## Misstanden en hervormingen
Jasak moest door elke stam die was onderworpen individueel worden betaald. Elke man van 16 tot 59 jaar moest deze afdragen. De jasak vormde een zware belasting voor de inorodtsy, zoals de niet-Slavische volken werden genoemd. Dit kwam vooral doordat de dienstlieden die de jasak moesten innen, zelf ook wilden meeprofiteren van deze lucratieve handel en de bevolking daarom zwaar afzetten. Zij onderdrukten de lokale bevolkingen als de kwaliteit in hun ogen niet goed genoeg was en weigerden vaak alternatieve huiden te accepteren als bepaalde dieren niet voorradig waren. De lokale bevolkingen klaagden hierover en in 1727 werd een tsaristische oekaze uitgevaardigd, die de betaling in natura verving door betaling in geld. Maar al snel kwam men erachter dat dit veel minder lucratief was en in 1739 (na de dood van Peter de Grote) kwam het kabinet bijeen en besloot voortaan alleen sabelmarterhuiden te accepteren, onder het voorbehoud dat "wat niet kan worden bijeengebracht aan sabelmarterhuiden, moet worden vervangen door andere zachte stoffen en waar echt geen sabelmarters of andere zachte stoffen kunnen worden gevonden, moet 3 roebel per sabelmarterhuid worden betaald" ("а чего соболями не достанет, то добирать другой мягкой рухлядью, а в таких местах, где подлинно соболей в другой мягкой рухляди сыскать невозможно, то брать деньгами по три рубля за соболя").
Hiermee hield het machtsmisbruik door de inners van de jasak niet op. De jasakbetalers leden onder de jasak en andere vormen van diefstal en vernietiging, waarna de Russische overheid besloot tot het reguleren van de jasakinning. In 1763 werd tweede majoor Sjtsjerbatsjev naar Siberië gestuurd om 
een volkstelling te houden en om de betaling van de jasak beter te reguleren. Hij liet speciale commissies instellen die de basis gingen vormen voor het hele jasakbelastingsysteem. Elke familie of oeloes moest ofwel een bepaald soort beest leveren of geld of beide. Men noemde dit "beestenbelasting" (окладных зверей). Het was binnen dit systeem mogelijk om dit te vervangen door andersoortig bont of geld op basis van referentieprijzen.
Begin 19e eeuw werd het systeem van de jasak opnieuw aangepast, omdat de niet-Slavische volkeren steeds diverser werden en toenamen in bevolkingsaantal. In 1827 werden er speciale jasakcommissies gevormd voor West- en Oost-Siberië. Er werd bij de inoroditsy uitgegaan van de Speranski-indeling in 3 categorieën uit 1822; ingezetenen (оседлые), rondzwervende nomadische volken (кочевые; mensen die trekken over langere afstanden) en zigeuners en zwervers en landlopers (бродячие; mensen die trekken over kortere afstanden). Voor de laatste 2 categorieën werd het jasaksysteem dat in 1763 was ingesteld gebruikt, waarbij het inzamelen van de zogenaamde 44-kopeken werd afgeschaft. De ingezeten jasakbetalers moesten echter belastingen en heffingen betalen naar de "sociale klasse waarin ze terechtkwamen".

## Afschaffing
In november 1917, na de oktoberrevolutie proclameerde de bolsjewistische regering onder Lenin de "Verklaring van de rechten van de volkeren in Rusland", die naast gelijkheid en soevereiniteit van alle nationaliteiten, afschaffing van nationale en religieuze discriminatie en het recht voor elke natie op zelfbeschikking ook de jasak afgeschaft. Deze verklaring werd opgenomen in de grondwet van de Sovjet-Unie en in 1920 werden ook alle schulden kwijtgescholden.